# Liste der Mitglieder der Deutschen Akademie der Naturforscher Leopoldina/1670
Die Liste der Mitglieder der Deutschen Akademie der Naturforscher Leopoldina für 1670 enthält alle Personen, die im Jahr 1670 zum Mitglied ernannt wurden. Insgesamt gab es vier neu gewählte Mitglieder.

## Mitglieder
| Nr. | Name                                   | Beiname       | Geboren      | Aufnahme | Gestorben    | Bild              |
| --- | -------------------------------------- | ------------- | ------------ | -------- | ------------ | ----------------- |
| 36  | Michael Ettmüller                      |               | 26. Mai 1644 | 20. Okt. | 9. März 1683 | Michael Ettmüller |
| 37  | Johann Ferdinand Hertodt von Todenfeld | Orpheus       | 4. Feb. 1645 | 20. Okt. | 1714         |                   |
| 38  | Johann Georg Greisel                   |               |              | 20. Okt. | 18. Mai 1684 |                   |
| 39  | Georg Sebastian Jung                   | Podalirius I. |              | 20. Okt. | 4. Sep. 1682 |                   |